# Теракт в Махачкале (1998)
Террористический акт в Махачкале — взрыв на улице Пархоменко 4 сентября 1998 года, приведший к человеческим жертвам.

## История дела
4 сентября 1998 года на улице Пархоменко группа террористов припарковала микроавтобус «УАЗ» со взрывным устройством напротив дома мэра Махачкалы Саида Амирова. Прогремевший взрыв нанёс колоссальный ущерб — было полностью разрушено 29 жилых домов, погибли 18 человек (4 из них — дети), ещё 91 получил ранения различной степени тяжести. Дом Амирова остался целым, его хозяин также не пострадал. В России был объявлен трёхдневный общенациональный траур.
Розыск организаторов и исполнителей террористического акта на улице Пархоменко осуществлялся Федеральной службой безопасности. По обвинению в причастности к теракту было арестовано шесть человек. Следствию удалось полностью доказать их вину в совершённом преступлении. Организаторами теракта оказались подполковник милиции Зубайру Муртузалиев, руководитель Буйнакского районного отделения Пенсионного фонда России Тимурлан Алиев, директор Каспийского хлебозавода Магомед Мухтаров и его заместитель Магомед Ханов. По их заказу сотрудник тюменского отряда милиции особого назначения Виктор Мезенцев изготовил и установил взрывное устройство. Взрыв по команде с пульта дистанционного управления осуществил другой участник теракта — Исмаил Исмаилов.
10 апреля 2000 года Верховный Суд Дагестана приговорил Муртузалиева и Алиева к пожизненному лишению свободы, Мезенцева — к 25 годам лишения свободы, Исмаилова — к 22, а двух других соучастников теракта — к 14 и 4 годам. Арестованные позднее Мухтаров и Ханов также были приговорены к пожизненному лишению свободы.